# 硅锆钠锂石
硅锆钠锂石（英語：zektzerite）是紫钠闪石(tuhualite) 之一種，是由西雅圖礦物學家 Benjamin Bartlett "Bart" Cannon於 1966 年首次發現。發現地在華盛頓州奧卡諾根縣金角岩磐中的鹼性钠钙闪石 相花崗岩內，銀星山下方的柳溪盆地中的 不規則晶洞中(miarolitic cavities) 。 該礦物名称源自Jack Zektzer（生於 1936 年），他是華盛頓西雅圖的數學家和礦物收藏家。
該礦物曾被誤認為是 摩根石，綠柱石之一種。直道在 1975 年 9 月，在袋鼠嶺北側海拔約 6,500 英尺（2,000 米）的“漂浮巨石”（冰川掉落石）中發現了其他標本； 人們才認識到這礦物不屬綠柱石 。

### 屬性
經由合成：通過熔融Li2CO3, Na2CO3, SiO2, ZrO2。合成礦物在短波紫外光下具有明亮的藍白色熒光。

### 產狀
硅锆钠锂石與钠钙闪石 是一種稀土火成岩質花崗岩中的礦物。 它與煙水晶、微斜長石、氟硼硅钇钠石(okanoganite)、锆锂大隅石(Sogdianite)
、星葉石和鋯石一起伴生。硅锆钠锂石可呈自形晶（euhedral)， 其產地為華盛頓州奧卡諾根縣金角灣岩磐的花崗岩相, 挪威 Sandefjord，Haneholmveien 的 Virikkollen，馬達加斯加 Ampasindava 半島的 Ampasibitika；亦可呈現爲岩石中的顆粒，例如智利 Aysén 省的 Del Salto 深成岩，塔吉克斯坦北部 Dara Pioz 冰川的冰磧中，它也作為造岩出現在偉晶岩塊中； 在 Mt. Malosa Malawi 的硅锆钠锂石自形晶體，可高達 3 厘米，為寶石級礦物。